# واینبرگ ۶۰۳۶
سیارک ۶۰۳۶ (به انگلیسی: 6036 Weinberg، نامگذاری:1988CV3) شش هزار و سی و ششمین سیارک کشف شده‌است که در ۱۳ فوریه ۱۹۸۸ کشف شد.
قدر مطلق سیارک برابر ۱۲٫۲۰ است.